# Куппаев, Тулеген Байгужевич
Тулеген Байгужевич Куппаев — советский хозяйственный, государственный и политический деятель.

## Биография
Родился в 1937 году в Фёдоровском районе. Член КПСС.
С 1962 года — на хозяйственной, общественной и политической работе. В 1962—1996 гг. — агроном, главный агроном, директор совхозов, первый заместитель председателя, председатель Кустанайского облисполкома, заместитель Председателя Совмина Казахской ССР, первый заместитель председателя Госагропрома — министр КазССР, начальник Главного управления по охране животного мира при Кабинете Министров РК.
Избирался депутатом Верховного Совета Казахской ССР 9-го, 10-го и 11-го созывов.
Умер в 1999 году.

## Награды и звания
- орден Октябрьской Революции
- орден Трудового Красного Знамени
- орден Трудового Красного Знамени
- орден Трудового Красного Знамени